# Sattelhorn
Il Sattelhorn (3.745 m s.l.m.) è una montagna delle Alpi Bernesi. Si trova nel Canton Vallese.

## Collocazione
La montagna è collocata tra l'Aletschhorn e lo Schinhorn. A nord della montagna si trova il Lötschenlucke, colle che unisce la Lötschental con la parte alta del Ghiacciaio dell'Aletsch.